# آخر النهر (نجم)
آخر النهر أو ظليم النهر أو الظليم (Theta Eridani, θ Eri, θ Eridani) وهو نجم في كوكبة النهر واسمه التقليدي Acamar وهو مشتق من الاسم العربي. ويمثل آخر نجم في كوكبة النهر.
هو نجم مزدوج مع بعض الادلة يشير إلى أنه جزء من نظام نجمي متعدد. النجم الرئيسي، θ1، وله طيف من فئة A4، والقدر الظاهري 3.2+. النجم المصاحب، θ2، له طيف A1 الطيفية والقدر الظاهري 4.3+. وزاوية الفصل بين النجمين تساوي 8.3 دقيقة المسافة بينه وبين الأرض حوالي 120 سنة ضوئية

## نجوم عربية أخرى
| الاسم العربي   | الاسم الإنجليزي  |
| -------------- | ---------------- |
| مؤخر يد الحواء | Epsilon Ophiuchi |
| مقدم يد الحواء | Delta Ophiuchi   |
| الكرسي         | Beta Eridani     |
| الذراع الأيمن  | Alpha Cephei     |
| آخر النهر      | Theta Eridani    |
| الفرق          | Cephei           |
| النسر الطائر   | Altair           |
| الغراب         | Delta Corvi      |
| اللسعة         | Upsilon Scorpii  |
| عرجة النهر     | Tau2 Eridani     |